# 11e groupe de reconnaissance de division d'infanterie
Le 11e groupe de reconnaissance de division d'infanterie (11e GRDI) est une unité de l'armée française créée en 1939 et rattachée à la 2e division d'infanterie. Elle a participé à la bataille de France lors de la Seconde Guerre mondiale.

## Historique
Il est créé en 1939 par le centre mobilisateur de cavalerie no 1 de Saint-Omer. Il est rattaché à la 2e division d'infanterie. Il effectue quelques séjours aux avant-postes durant la drôle de guerre. 
Lors de l'offensive allemande, il combat dans le bois de Ritzing le 12 mai. Puis, il est transféré dans l'Aisne sur la Retourne qu'il met en état de défense. Rien de se passe jusqu'à l'offensive sur l'Aisne le 9 juin 1940. Ce jour-là, deux pelotons avec l'appui de chars contre-attaquent au sud de Rethel. Le lendemain, le GRDI défend opiniâtrement la Retourne face une attaque massive allemande permettant à la 3e division cuirassée de contre-attaquer. Il se replie ensuite sur la Marne. Le reste de l'épopée du GRDI n'est que la suite de retraites confuses.
Le 16 juin 1940, le 11e GRDI franchit la Loire sur le pont ferroviaire de Bannay mais échoua à le détruire pour y ralentir l'avancée allemande. 
Le GRDI pour sa conduite durant la campagne est décoré de la croix de guerre 1939-1945 avec une citation à l'ordre de l'armée.

## Ordre de bataille
- Commandement : chef d’escadron Hennoque[2]
- Adjoint : capitaine Muller[2]
- Escadron Hors Rang : capitaine Allain[2]
- 1er escadron hippomobile: capitaine Roulin à la mobilisation puis lieutenant Crespel[2]
- 2e escadron motorisé : capitaine des Roches de Chassey[2]
- 3e escadron de mitrailleuses et d'engins (canons de 25 antichars) : capitaine Pary[2]

## Personnalité ayant servi au régiment
- Henri-Clotaire Descamps, lieutenant au 3e escadron[2],[3], résistant fusillé le 5 décembre 1942.